# Сепія
Се́пія (лат. sepia від дав.-гр. σηπία — каракатиця):

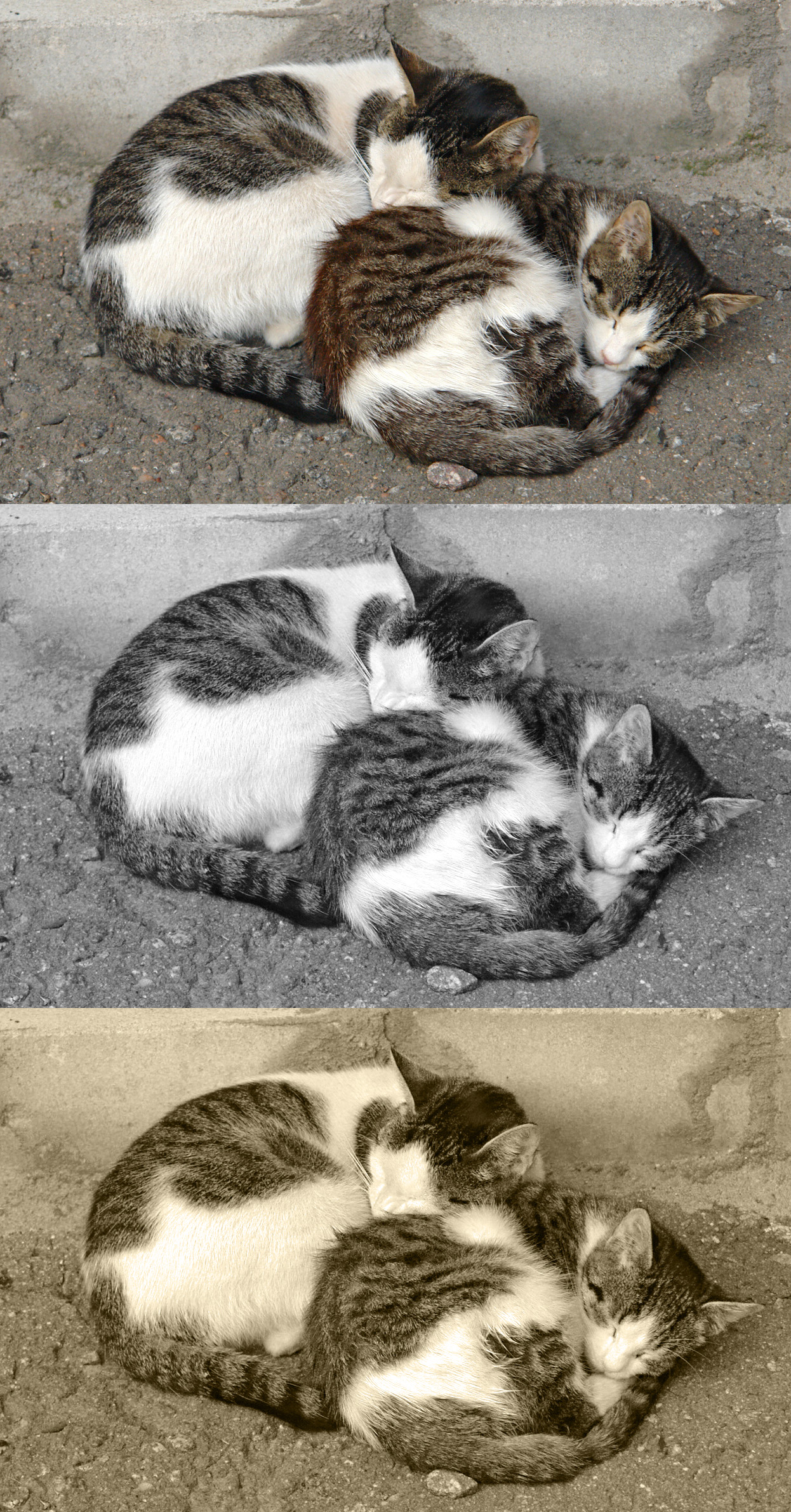
Приклад світлини з імітацією обробки сепією (верх — оригінал, середина — ч / б, низ — сепія)

- Світло-коричнева барвникова речовина;
- Відтінок коричневого кольору;
- Колір, властивий старим чорно-білим світлинам; імітація такої світлини.

## Сепія— фарба
Натуральна сепія виготовлялася з так званого чорнильного мішка морського молюска — каракатиці. Використовувалася європейськими художниками з середини XVIII століття при малюванні пером і пензлем. Також сепією називається вид графічної техніки, що використовує відтінки коричневого, що набула поширення в Європі з середини XVIII ст. (О. Фрагонар у Франції та ін.).
У XX ст. сепія, різноманітна за колірними відтінками фарба акварельного типу, готується штучним шляхом. Штучна сепія менш стійка, ніж натуральна.

## Сепія у світлинах
Натуральна сепія іноді застосовується для тонування світлин в коричневий колір. Побічним ефектом сепії є перетворення металевого срібла на сульфід, який стійкіший до вицвітання. Тому багато старих чорно-білих світлин — коричневі: в такому вигляді більше шансів дожити до наших днів.
Зараз світлини кольору сепії асоціюються зі старовиною. Майже у всіх цифрових фотоапаратах та фоторедакторах є функція імітації ефекту сепії.